# Occam's razor
Este artículo es sobre un programa de televisión. Para el principio lógico ver Navaja de Occam
"Occam's razor" (titulado "La navaja de Occam" en Argentina y España y "Principio de parsimonia, lo más simple es lo mejor" en algunos países hispanohablantes) es el tercer episodio de la primera temporada de la serie estadounidense House. Fue estrenado el 30 de noviembre de 2004 en Estados Unidos y el 31 de enero de 2006 en España.

## Sinopsis
El título original La navaja de Occam está referido al principio lógico conocido como navaja de Occam, principio de economía o principio de parsimonia, atribuido al filósofo y fraile franciscano inglés del siglo XIV Guillermo de Ockham, que dice que al razonar «no ha de presumirse la existencia de más cosas que las absolutamente necesarias», pero que en el capítulo está formulada por Foreman como «la explicación más sencilla es siempre la mejor». Luego de resolver el caso, House reformulará el principio diciendo que «la explicación más sencilla es que casi siempre alguien metió la pata».

### Caso principal
El caso principal afecta a Brandon (Kevin Zegers), un joven de 22 años, que es internado en el hospital tras haber sufrido un colapso después de mantener relaciones sexuales con su novia. Además, en los últimos días ha estado tosiendo y tiene un sarpullido. Ahora siente un dolor fuerte en el abdomen, náuseas, fiebre y su tensión es baja. Un escáner rápido y un examen no revelan nada, así que House y su equipo buscan alternativas. La doctora Cameron apunta que ninguna enfermedad se corresponde con todos esos síntomas y House se da cuenta de que primero hay que controlar la presión sanguínea del paciente, así que le hacen una serie de exploraciones cardiológicas.
Las pruebas no son muy reveladoras, pero el doctor Foreman piensa que un resultado indica que el tratamiento antibiótico está dañando los riñones de Brandon. Su teoría es que el chico tiene una endocarditis, no una infección de estómago, lo que explicaría cada uno de los síntomas. Aun así, es una posibilidad entre diez millones. House examina la lista de síntomas del paciente y sugiere que dos enfermedades (hipotiroidismo y sinusitis) coinciden con los síntomas de Brandon. Siendo una posibilidad entre un millón,  House decide tratar la sinusitis y el hipotiroidismo lo antes posible.
Foreman examina a Brandon: el paciente se siente mejor pero sigue teniendo tos, así que anuncia que el chico ha dado negativo en hipotiroidismo e insiste en que no puede tener dos enfermedades y que el régimen de tratamiento de House sólo va a dañar el hígado de Brandon, pudiendo incluso matarle. House se apuesta 50 dólares con Foreman a que si el recuento de leucocitos del paciente aumenta, estará en lo cierto al decir que el chico tiene una infección. Cuando el número de glóbulos blancos de Brandon disminuye, los dos médicos se dan cuenta de que sus hipótesis eran erróneas. Si Brandon llegara a coger un resfriado, su cuerpo no sería capaz de resistirlo y moriría. House tiene una revelación y le pregunta al doctor Wilson cuál fue el primer síntoma de Brandon. y sus sospechas se confirman: fue la tos.
Después de realizar una pequeña investigación, House da con la respuesta: Brandon fue al médico debido a su tos y la receta que le dieron fue confundida, por accidente, con la de un medicamento para la gota basado en la colchicina. Esta droga frena la mitosis (proceso en el que las células se dividen y reemplazan a las muertas), algo que no le está pasando a Brandon, lo cual explica cada uno de los síntomas. La doctora Cameron apunta que el paciente sí había mejorado, pero empeoró tras ingresar en el hospital y dejar de tomar la medicina para la gota.
House queda con los padres de Brandon y les pide que le digan quién le recetó el medicamento para la tos, ya que este ha sido la causa de que la salud de su hijo haya ido de mal en peor. Chase y la madre de Brandon se acercan a la farmacia donde se compró la medicina y, efectivamente, Brandon estaba tomando un medicamento para la tos, no para la gota, lo cual echa por tierra la teoría de House. Después de esto, el doctor se siente molesto al recibir la noticia de que su elaborada y "elegante" teoría es errónea, y en un diálogo con Wilson, le dice que él no se había equivocado, respondiéndole irónicamente el segundo que «entonces es la realidad la que se equivoca», para recibir a su vez como respuesta que «la realidad casi siempre se equivoca», parafraseando el principio lógico de Occam que sirve de título al capítulo. 
El doctor Wilson sugiere realizar una exploración para descubrir qué hay en la sangre de Brandon. Durante los preparatorios, el corazón del chico deja de latir, pero los médicos consiguen que vuelva a funcionar. Cameron le recuerda a House la emergencia de la operación y también le dice que Brandon está sintiendo dolor en los dedos de las manos. House tiene entonces otra revelación: irrumpe en la habitación del paciente y vuelve a anunciar su diagnóstico anterior de ingestión de colchicina. House explica que los nuevos síntomas de Brandon ratifican su diagnóstico anterior, y sostiene que si la colchicina no se encontraba en el medicamento para la tos, su ingesta entonces debió provenir del corte utilizado en drogas ilegales consumidas por el joven, posiblemente éxtasis, droga que Brandon admite haber consumido con sus amigos en dos ocasiones. Una dosis rápida y Brandon se recuperará sin complicaciones. Al salir de la sala, House le dice a su amigo Wilson que tome nota de otro principio lógico: «nunca debo dudar de mí». 
Pese a haber curado al paciente, House se dirige a la farmacia del hospital para ver si descubre algún médicamente que tenga colchicina y que pudiera explicar el consumo de Brandom, ya que las dos veces que reconoció el joven, no explican la enfermedad. En la última escena descubre que sí eran las pastillas recetadas para la tos. 

### Atención clínica de rutina
En la atención clínica de rutina, que House detesta porque lo aburre la ausencia de problemas médicos complejos, examina a una mujer que quiere usar la cobertura médica que le provee la empresa para la que trabaja antes que la despidan, un adulto al que le duele la garganta y le "recetan" tomar té caliente y un adolescente que se introdujo un reproductor de mp3 en el ano.

### Relaciones entre los personajes
En las relaciones interpersonales entre los personajes Chase le menciona a Foreman que Cameron "es rara" y este le responde que "es una mala idea" establecer una relación amorosa con una compañera de trabajo. Chase se sorprende por la respuesta de Foreman y dice que no siente ninguna atracción por Cameron.